# 슈레야 고샬
슈레야 고샬(힌디어: श्रेया घोषाल, 영어: Shreya Ghoshal, 1984년 3월 12일 ~ )은 인도의 플레이백 싱어이다.